# جبل بلجيسسفيكا
جبل بلجيسسفيكا، جبل في كرواتيا يقع على الحدود مع البوسنة والهرسك، والجبل جزء من جبال الألب الدينارية.